# Lycosa cingara
Lycosa cingara là một loài nhện trong họ Lycosidae.
Loài này thuộc chi Lycosa. Lycosa cingara được Carl Ludwig Koch miêu tả năm 1847.